# آبشار کوتلادامپاتی
آبشار کوتلادامپاتی (به انگلیسی: Kutladampatti Falls) آبشاری است که در هند واقع شده و ارتفاع کلی ریزشگاه آن ۹۰ فوت (۲۷ متر) است.

## نگارخانه

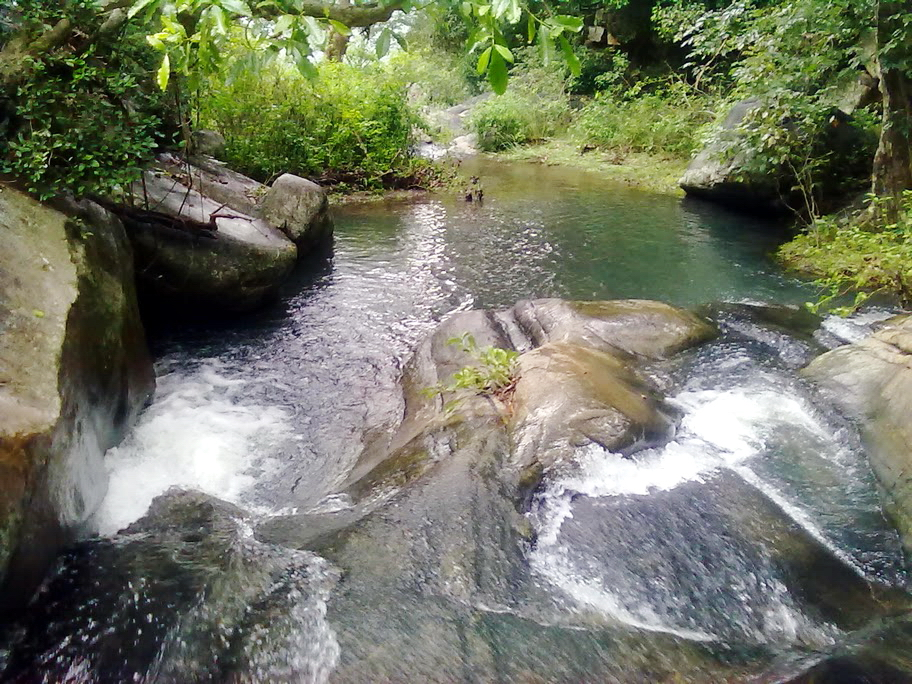
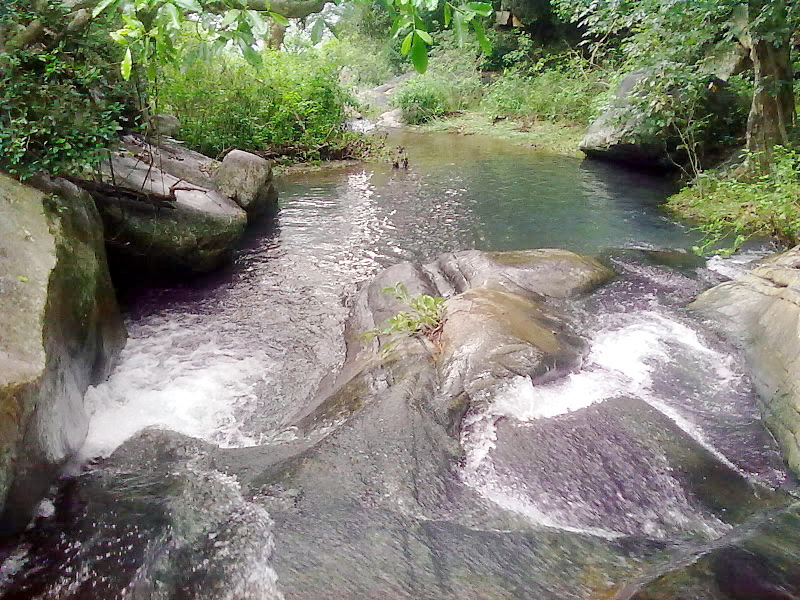
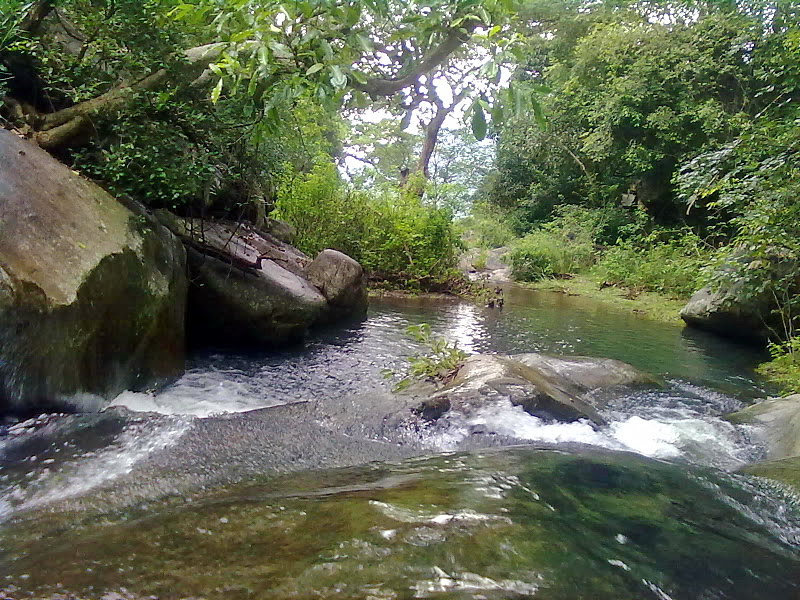
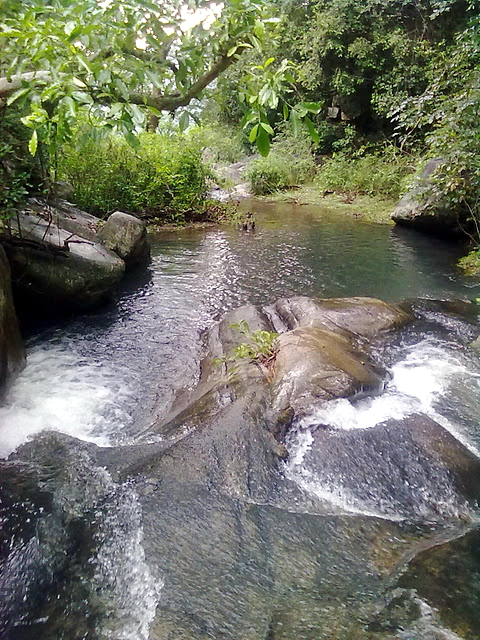